# 셋쿠

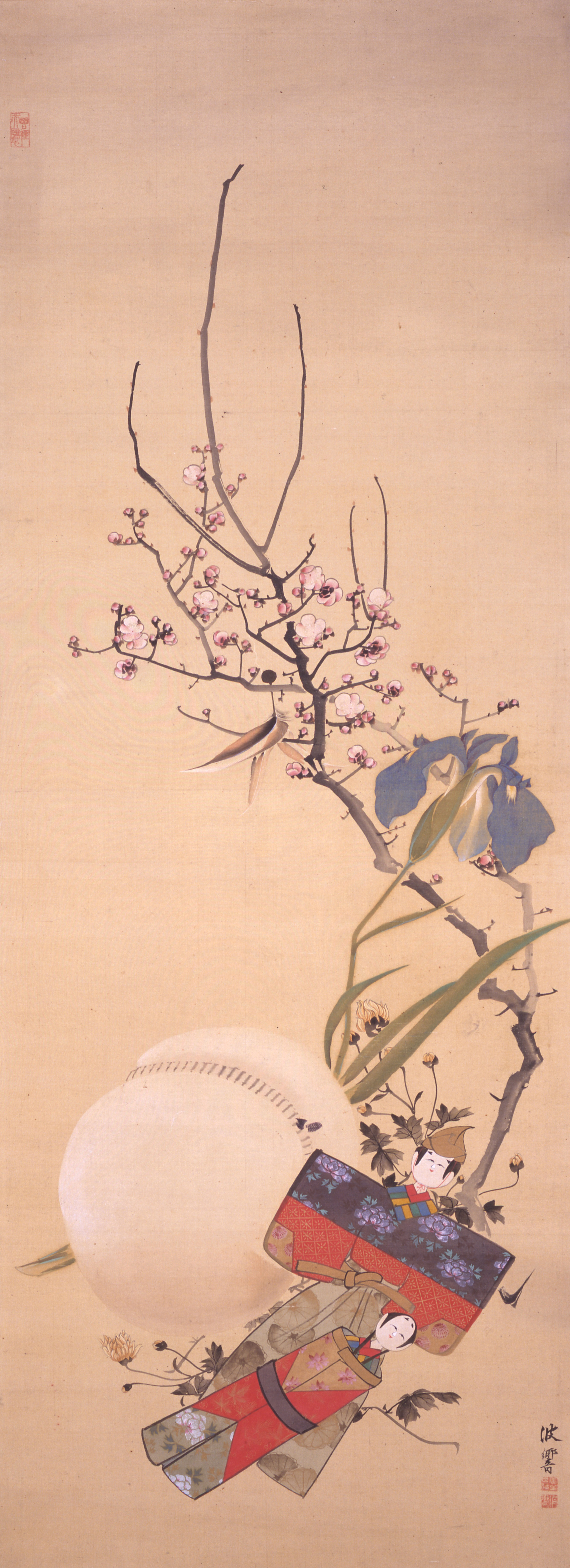
가키자키 하쿄가 그린 비단 채색본 오색절도 (시립 하코다테 박물관 소장)

셋쿠(일본어: 節句, 일본어: 節供), 절구, 특별히 5개를 강조할 때 사용하는 고셋쿠(일본어: 五節句)는 고대 중국의 음양오행설에서 유래해 일본에 정착된 역법이다. 일본에서 전통적인 연중 행사를 여는 계절의 절기 기준이 되는 날이다. 고어로 세치니치(일본어: 節日)라고도 부른다.

## 5절구
셋쿠에 해당되는 날에는 일본 궁중에서 세치에라는 연회가 열렸다. 중국에서 처음 시작된 절구에선 일년 안에 다양한 셋쿠가 있지만 이 중 5개를 에도 막부가 공식적인 행사, 명절로 정하면서 현 일본의 셋쿠로 자리잡았다. 이를 각각 진지쓰, 삼지(조시), 단오, 칠석, 중양라고 하고 이 다섯을 다섯 절구라고 부른다.
| 한자 명칭      | 양력 날짜 | 일본식 명칭              | 셋쿠 요리 | 오행   |
| -------------- | --------- | ------------------------ | --- | ------ |
| 인일 (진지쓰)  | 1월 7일   | 나나쿠사의 셋쿠          | 나나쿠사가유                                                                                                 | 목(木) |
| 삼지 (조시)    | 3월 3일   | 복숭아의 셋쿠·히나마쓰리 | 히시모치와 시로자케 등                                                                                       | 화(火) |
| 단오 (단고)    | 5월 5일   | 창포의 셋쿠              | 창포주, 창포탕을 마시는 풍습이 있다. 간토 지방에서는 가시와모치를, 주코쿠나 간사이 지방에서는 쭝쯔를 먹는다. | 토(土) |
| 칠석(시치세키) | 7월 7일   | 대나무의 셋쿠·다나바타   | 바느질 솜씨 향상을 기원하며 소면를 먹는다. (직녀 전설 참조)                                                  | 금(金) |
| 중양 (조요)    | 9월 9일   | 국화의 셋쿠              | 국화를 띄운 술(기쿠자케 등)을 마신다.                                                                        | 수(水) |

진지쓰의 경우 원래 셋쿠라는 음양오행에 따르면 1월 1일 정일이 맞으나, 중국 고대의 정월에 관한 도교적 점술에 따르면 정월 초하루부터 시작해서 1월 1일을 각각 닭의 날, 2일을 개의 날, 3일을 돼지의 날, 4일을 양의 날, 5일을 소의 날, 6일을 말의 날로 정하고, 각각의 날에는 해당 동물을 도살하지 않도록 했다. 그리고 7일째를 사람의 날로 정했는데 이 "사람의 날"을 셋쿠로 가져와서 1월 7일이 되었다.
메이지 유신 이후에도 한동한 셋쿠가 그대로 이어졌으나, 개력한 1873년(메이지 1년) 1월 4일 태정관 제1호 포고 《료세쿠를 폐지하고 공휴일을 정함》으로 폐지되었다. 이후 1948년(쇼와 23년) 7월 20일 공표, 시행된 《국민의 축일에 관한 법률》에 의거 현재는 단오만 어린이날이라는 이름으로 공휴일로 쉬고 있다.

## 셋쿠와 관련된 주제
"고셋쿠"(일본어: 御節供)라고 부르는 셋쿠 요리는 원래 5개 셋쿠(고셋쿠)의 제사음식을 모두 가리키는 말이었으나, 후에는 가장 중요하게 여겨지는 진지쓰의 정월 음식만 가리키는 말로 변화했다. 또한 현대에는 오세치처럼 정월 3일 또는 칠석에 먹는 음식을 일본에서 가리키는 말로 변화했다. 다만 현대에도 진지쓰에 먹는 나나쿠사가유처럼 "셋쿠 요리"로 그대로 남아 있는 요리도 있다.
셋쿠에 장식하는 인형인 히나 인형이나 단고 인형 등 여러 인형을 통틀어 셋쿠닌교(일본어: 節句人形)라고 부른다.
또한 셋쿠에 해당하는 날 중 양력 3월 3일, 5월 5일, 7월 7일은 항상 같은 요일이다.

### 셋쿠와 관련된 일본 속담
6일의 창포, 10일의 국화(일본어: 六日の菖蒲、十日の菊 무이카노아야메/쇼부, 도카노키쿠[*])라는 속담은 5월 5일(창포의 절구)까지의 창포, 9월 9일(국화의 절구)까지의 국화는 가치가 있지만 그 날이 지나면 단숨에 값어치가 떨어진다는 의미이다. 이 의미를 해석하면 시기를 놓쳐 가치가 없어진 상태를 의미하는 속담이다.
게으름뱅이가 셋쿠에 일한다(일본어: 怠け者の節句働き 나마케모노노셋쿠바타라키[*])라는 속담은 평소 일하지 않고 게으른 사람이 모두가 쉬는 셋쿠 날에 일하는 것을 가리키는 말이다.

## 같이 보기
- 일본의 역법

## 참고 문헌
- Arai Hakuseki, Joyce Ackroyd (trans.), Told Round a Brushwood Fire, University of Tokyo Press (1979), 286n122.